# Tante Pose
Tante Pose  è un film norvegese del 1940, diretto da Leif Sinding, con Henny Skjønberg . 

## Trama
L’arcigna Blanca Bals si autoinvita per le vacanze di Natale, non gradita ospite, presso la numerosa famiglia del fratello, Nicolai, dove ella è designata col soprannome “tante Pose” (“zia borsa”), in considerazione del fatto che, alla sua dipartita, avrebbe potuto rendere i cinque figli di Nicolai eredi del suo patrimonio.
Per tal motivo le tre figlie maggiori dei Bals, Antoinette, Ruth, e la più giovane Kirsten, alle quali pure è invisa, si trattengono, nei limiti del possibile, dal trattarla malamente. Eguale comportamento cortigiano non è richiesto al suocero di Nicolai, Hans, il nonno prediletto dei giovani Bals, che cordialmente detesta la zia Pose, senza mancare di renderglielo noto.
Il pastore protestante locale, amico di Nicolai, ha invitato, per Natale, due compagni di studi del figlio Olaf, che vengono ospitati dai Bals, con estremo disappunto della puritana zia Pose, che redarguisce severamente Antoinette per quello che ritiene essere stato uno sconveniente intercorso con uno dei due studenti. Kirsten, vedendo che sua sorella è maltrattata, insorge, insultandola, verso la zia Pose, che, offesa dal fatto che il fratello non ha punito la ragazza maleducata, si rinchiude nella propria camera per diversi giorni rifiutando di mangiare. In realtà si scopre che la zia Pose, nottetempo, travestita da cameriera, si recava in cucina e si cibava dei dolcetti di Natale prediletti da Hans.
Alla fine delle vacanze Nicolai annuncia ufficialmente i rispettivi graditi fidanzamenti delle proprie figlie maggiori con i due studenti, mentre anche la quindicenne Kirsten ed Olaf si promettono futuro amore.
La zia Pose, che pure aspira a mettere fine al proprio stato di zitella, è invece delusa dal rapporto con un amico di famiglia, che aveva desiderato rendere suo marito.